# Helge Lindholm

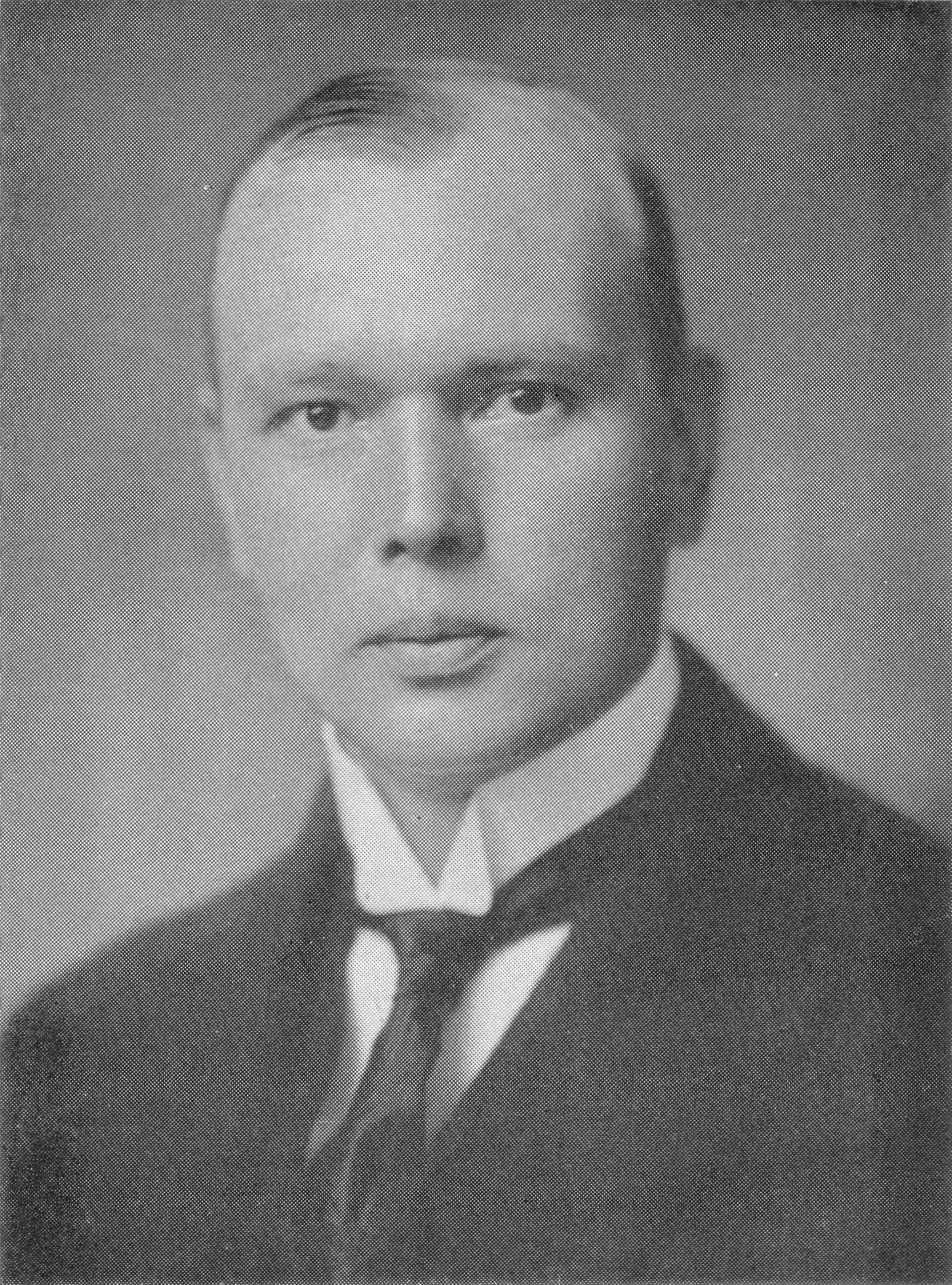
Helge Lindholm

Helge Lindholm, född 11 april 1886 i Karlskoga, död 15 november 1926, var en svensk fil kand (1910) och kommunalman.
Lindholm efterträdde sin vän från Uppsala och Laboremus Yngve Larsson i Svenska stadsförbundet, först som dess sekreterare 1915 och 1920 som dess direktör. Han var även sekreterare vid utarbetandet av bostadskommissionens förslag till byggnadsstadga for riket (1917–1919). Sakkunnig inom Socialdepartementet vid utarbetande av förslag till lagstiftning om socialförsäkring (1919) och i fråga om polisväsendets omorganisation (1923) och ledamot av statens byggnadsbyrå från 1918.
Han var stiftande medlem av Klubben Brunkeberg.